# Origanum barbarae
Origanum barbarae là một loài thực vật có hoa trong họ Hoa môi. Loài này được Bornm. mô tả khoa học đầu tiên năm 1898.